# Gem megye
Gem megye az Amerikai Egyesült Államokban, azon belül Idaho államban található. Megyeszékhelye és legnagyobb városa Emmett. Lakosainak száma 19 123 fő (2020. április 1.).

## Szomszédos megyék
- Washington megye (északnyugat)
- Adams megye (észak)
- Valley megye (északkelet)
- Boise megye (kelet)
- Ada megye (dél)
- Canyon megye (délnyugat)
- Payette megye (nyugat)

## Népesség
A megye népességének változása:
| Lakosok száma | 16 683 | 16 732 | 16 698 | 16 686 | 16 852 | 19 123 |
|               | 2010   | 2011   | 2012   | 2013   | 2015   | 2020   |